# Bílý Kostel nad Nisou
Bílý Kostel nad Nisou é um município da República Checa localizada no distrito de Liberec, região de Liberec.